# París-Tours 1959
La París-Tours 1959 fue la 53.ª edición de la clásica París-Tours. Se disputó el 11 de octubre de 1959 y el vencedor final fue el belga Rik Van Looy del equipo Faema, que se impuso en solitario. 

## Clasificación general[1]
|    | Ciclista           | Equipo                            | Tiempo     |
| -- | ------------------ | --------------------------------- | ---------- |
| 1  | Rik Van Looy       | Faema                             | 7h 04' 42" |
| 2  | Coen Niesten       | Locomotief - Vredestein           | m.t.       |
| 3  | André Noyelle      | Bertin                            | a 4"       |
| 4  | Miguel Poblet      | Ignis                             | m.t.       |
| 5  | Tino Sabbadini     | Mercier                           | m.t.       |
| 6  | Marcel Ryckaert    | Tricofilina-Coppi                 | m.t.       |
| 7  | André Vlayen       | Elve-Peugeot                      | m.t.       |
| 8  | Frans Aerenhouts   | Mercier                           | m.t.       |
| 9  | Michel Dejouhannet | Saint-Raphaël-R. Geminiani-Dunlop | m.t.       |
| 10 | Jean Gainche       | Mercier                           | m.t.       |